# Edmundo Bal
Edmundo Bal Francés (Huelva, 2 de julio de 1967) es un político y abogado del Estado español, diputado en el Congreso en las legislaturas xiii y xiv.Desde el 30 de noviembre de 2023, es presidente de Nexo Plataforma. 

## Biografía

### Primeros años
Edmundo Bal nació en Huelva y recibió su nombre de pila por su abuelo materno, Edmundo Francés. Estudió en el colegio Nuestra Señora del Buen Consejo, en el barrio de Ciudad Universitaria de Madrid, y más tarde se licenció en Derecho por la Universidad Complutense de Madrid.

### Abogado del Estado
En 1993, a la edad de 26 años, consiguió una plaza como abogado del Estado. Ejerció como tal en Huesca, Zaragoza y, finalmente, Madrid.
A principios de 2017, como responsable penal de la Abogacía del Estado, desempeñó un papel relevante en la denuncia por delito fiscal de Hacienda a varios futbolistas de la Liga española como Lionel Messi, Cristiano Ronaldo, Radamel Falcao, Ángel Di María, Luka Modrić y José Mourinho. En los casos de Messi y Xabi Alonso la fiscalía no había visto delito y fue la abogacía quien los denunció. Durante unos años fue elegido para presidir la Asociación de Abogados del Estado.
También participó en las causas contra Jordi Pujol y de la trama Gürtel.

### Actuación en elprocés
En diciembre de 2018, la directora de servicio jurídico del Estado, Consuelo Castro, sustituyó a Edmundo Bal por Rosa María Seoane, que en aquel momento era secretaria general de Adif, como representante por el Juicio al proceso independentista catalán. La sustitución se hizo después de que Bal se negara a omitir la violencia del delito de sedición. La falta de violencia implicaba que las penas pedidas para Oriol Junqueras pasaba de 25 años a 12 años. Edmundo Bal se negó a dejar de recoger en los escritos de acusación los hechos que implicaban violencia. Tras su destitución declaró: «¿Sabes qué pasa? Que no soporto las presiones de los políticos a los funcionarios públicos que solo quieren hacer su trabajo. No soporto la mentira».

### Actividad política
En marzo de 2019, el entonces líder de Ciudadanos, Albert Rivera, anunció el fichaje de Bal para las elecciones generales de abril de 2019. Durante la campaña electoral se presentaba como el cesado, haciendo referencia a su cese como abogado del Estado.
En las posteriores elecciones de noviembre del mismo año no resultó elegido en primera instancia, pero acabó obteniendo un escaño por Madrid tras la renuncia de Rivera. Posteriormente fue nombrado portavoz adjunto del grupo parlamentario de Ciudadanos en el Congreso, ejerciendo como portavoz principal durante la baja maternal de Inés Arrimadas.
En marzo de 2021 anunció que se presentaba a las primarias para ser cabeza de lista de Ciudadanos en las elecciones autonómicas de Madrid, con el apoyo del hasta entonces vicepresidente de la comunidad, Ignacio Aguado. El 22 de marzo ganó las primarias con un 89,43 % de los votos. Sin embargo, Bal no consiguió ser elegido diputado al no alcanzar Ciudadanos el 5 % de los votos, mínimo necesario para entrar en el reparto de escaños.
En diciembre de 2022 anunció su intención de competir con Inés Arrimadas para liderar Ciudadanos y proceder a su refundación ante la pérdida masiva de votos en las últimas convocatorias electorales. Finalmente, la lista apoyada por Arrimadas y encabezada por Patricia Guasp resultó vencedora. Pese a haber indicado entonces que se presentaría a las primarias de cara a las elecciones generales, en abril de 2023 anunció que volvería a su puesto como abogado del Estado al acabar la legislatura.
En septiembre de 2023 anunció junto al exvicepresidente de Castilla y León Francisco Igea el lanzamiento de una nueva plataforma política, Nexo, lo que motivó su expulsión de Ciudadanos.
En febrero de 2024 presentó un nuevo partido político, Cree, con vistas a las Elecciones al Parlamento Europeo de 2024, aunque anunció que no encabezaría la lista del partido.

## Responsabilidades como diputado
| Función  |                                                                                              |
| -------- | -------------------------------------------------------------------------------------------- |
| Vocal    | Diputación Permanente                                                                        |
| Portavoz | Junta de Portavoces                                                                          |
| Portavoz | Comisión de Justicia                                                                         |
| Portavoz | Comisión de Calidad democrática, contra la corrupción, y reforma institucional y legislativa |
| Adscrito | Comisión de Hacienda                                                                         |
| Adscrito | Comisión de Política Territorial y Función Pública                                           |

## Vida privada
Edmundo Bal está casado con otra abogada y tiene dos hijos.
Sus principales aficiones son la heráldica, la cocina, especialmente la repostería, las motos y la música. Tiene un grupo de amigos moteros con los que sale a menudo montando una Harley Davidson. Sus grupos musicales preferidos son Led Zeppelin y AC/DC, y él mismo toca la batería.